# 10822 Yasunori
10822 Yasunori è un asteroide della fascia principale. Scoperto nel 1993, presenta un'orbita caratterizzata da un semiasse maggiore pari a 2,2583435 UA e da un'eccentricità di 0,0841427, inclinata di 2,48969° rispetto all'eclittica.